# María Coronel (Dama comunera)
María Coronel (Segovia, S.XV-1550) Esposa de Juan Bravo, preboste comunero en  Guerra de las Comunidades y acaudalada propietaria.

## Biografía
Su familia, de origen hebreo, llevaba varias generaciones asentada en el cahal de Segovia, convirtiéndose al cristianismo. Era nieta de Abraham Senior, que cambiaría su nombre a Fernán Pérez Coronel, en 1492, cuando optó por ser bautizado ante los Reyes Católicos y su padre fue Íñigo López Coronel, preboste del movimiento comunero.
María se casó en 1519 con el hidalgo Juan Bravo, a las nupcias, que fueron celebradas en Bernardos, acudieron un buen número de conversos, que luego apoyarían a la facción comunera en 1520. El matrimonio tuvo dos hijos, Andrea Bravo de Mendoza que fue monja en Guadalajara, y Juan Bravo de Mendoza y Coronel y residió en el barrio segoviano de San Martín, en una de las casas que Bravo había heredado de su anterior esposa, Catalina del Río, también de familia conversa e hija del regidor de la ciudad Diego del Río. 
Tras ser Bravo ejecutado, las casas fueron entregadas a los hijos tenidos en común con su primera esposa y María retornó a su casa familiar en el cahal, tras esto María quedó en una situación muy difícil, pues poco después fallecieron también sus padres, en 1522, y su hermana, además, los bienes de su familia fueron parcialmente incautados por la hacienda pública, al igual que otros de sus familiares fueron igualmente condenados por el aparato habsbúrgico. Tras salvar el patrimonio heredado de la legítima de su madre, compró en 1524 los inmuebles que su padre tenía en Bernardos, Sexmo de Santa Eulalia.
En 1525 volvió a casarse con Fadrique de Solís, también converso hijo del médico Dionisio de Solís. Gracias a su marido pudo recuperar el resto de su hacienda incautada. Hay constancia de que en 1529 vendía majuelos con su marido en Domingo García. Con Solís tuvo tres hijos: uno de los cuales, Antonio Solís, sería catedrático de Derecho en la Universidad de Salamanca; otro, Francisco, párroco de la iglesia de San Miguel. Ambos están enterrados en la capilla familiar en El Parral.
En los años finales de su vida, contrajo un tercer matrimonio: con Gonzalo de Tordesillas, regidor de Segovia y tesorero del Alcázar, hijo del procurador Rodrigo de Tordesillas, ahorcado por los comunes segovianos por haber traicionado en las Cortes de La Coruña al Concejo de Segovia, y sobrino de Juan de Solier, también regidor de Segovia y representante comunero en la Junta de Tordesillas, donde fue detenido. Sería condenado a muerte en Medina del Campo, 1522.
Pidió ser enterrada junto a su madre, en la capilla que había erigido su abuelo, en el Monasterio de El Parral. Sus hijos vendieron los inmuebles familiares en Bernardos al hidalgo Juan de Miramontes.